# Nelson Cabrera (futbolista uruguayo)
Nelson Alcides Cabrera Caraballo (Canelones, Uruguay, 18 de julio de 1967) es un exfutbolista uruguayo.

## Trayectoria
Inició su trayectoria deportiva en 1986 en Danubio de Montevideo hasta 1992. Por esos años llevó a la gloria al club albinegro al ganar su primer Campeonato Uruguayo en 1988 con históricos como Fernando Kanapkis, Eber Moas, Javier Zeoli y Rubén Da Silva.
Luis Garisto, que en ese entonces dirigía en la Argentina, lo lleva a Estudiantes de La Plata en la Primera División de Argentina entre 1993 y 1994. 
En el primer clásico, por noviembre de 1993, perdieron como locales y eso marcó la salida del entrenador de la institución. Integra el equipo que terminó perdiendo la categoría a mitad de 1994.
En 1995 volvió a su país con la desazón de no haber hecho pie en el fútbol argentino. Se unió a Rampla Juniors, institución en la cual finalizó su carrera. 

## Clubes
| Club                    | País      | Año       |
| ----------------------- | --------- | --------- |
| Danubio                 | Uruguay   | 1986-1992 |
| Estudiantes de La Plata | Argentina | 1993-1994 |
| Rampla Juniors          | Uruguay   | 1995      |

## Selección nacional
Cabrera jugó 23 partidos con la selección absoluta de fútbol de Uruguay de 1988 a 1993, incluidos tres partidos de clasificación para la Copa Mundial de la FIFA 1994. 
En 1992 Uruguay le ganaba de visitante a Brasil, en Campina Grande por 2 a 0 con goles de Nelson Cabrera y Hugo Romeo Guerra.
Jugó con Uruguay en la Copa América 1993. 